# Мохамед Гануши
Мохамед Гануши (арап. محمد الغنوشي, рођен 18. августа 1941) је бивши премијер Туниса. Био је и самопроглашени в. д. председника државе на неколико сати, 14. јануара 2011, на основу члана 56. Устава Туниса. Сматран је технократом, а био је дугогодишњи члан у влади Туниса, био је министар финансија од 1989. до 1992. и министар за међународну сарадњу од 1992. до 1999. године, а од тада је премијер.